# Trichoniscus serbicus
Trichoniscus serbicus är en kräftdjursart som beskrevs av Pljakic 1971B. Trichoniscus serbicus ingår i släktet Trichoniscus och familjen Trichoniscidae. Inga underarter finns listade i Catalogue of Life.